# Great Western Main Line
Great Western Main Line – jedna z głównych linii kolejowych Wielkiej Brytanii biegnąca ze stacji Londyn Paddington na zachód. Główny rdzeń trasy to odcinek z Londynu do stacji Bristol Temple Meads. Do czasu nacjonalizacji w 1948 roku na odcinku tym kursowały pociągi spółki Great Western Railway. Linia nie jest zelektryfikowana. Szerokość torów na całej długości linii wynosi 1435 mm. Część linii uznana jest za zabytek kl. I i II.

## Użytkowanie linii
Głównym przewoźnikiem na linii jest Great Western Railway, który obsługuje zarówno serwisy osobowe, jak i pośpieszne. W latach 2010–2020 linia została zelektryfikowana na całej długości, po wielu latach opóźnień.

## Kontrowersje
Firma obsługująca linię spotykała się wielokrotnie z zarzutami o złe traktowanie pasażerów, opóźnione i odwoływane kursy. Doprowadziło to do szeregu protestów, z których największy miał miejsce na stacji Bath Spa w styczniu 2008. Odpowiedzialna za koleje w brytyjskim rządzie Ruth Kelly zagroziła przewoźnikowi odebraniem franczyzy.

## Stacje na linii

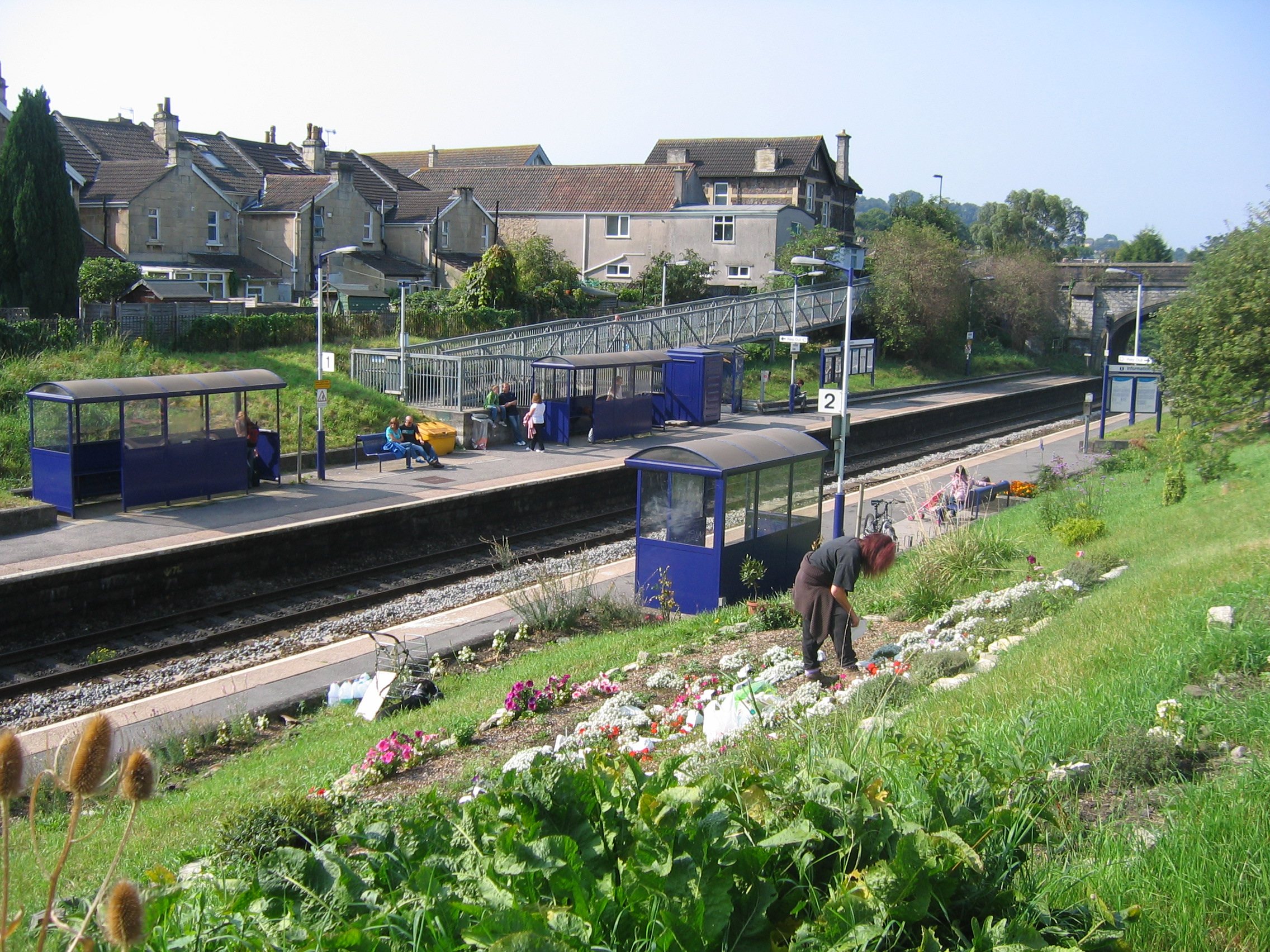
Stacja Oldfield Park w okolicy Bath

Tłustym drukiem zaznaczone są stacje węzłowe.
- Londyn Paddington
- Ealing Broadway
- Hanwell(inne języki)
- Hayes and Harlington(inne języki)
- West Drayton
- Iver(inne języki)
- Langley(inne języki)
- Slough
- Burnham(inne języki)
- Taplow(inne języki)
- Maidenhead(inne języki)
- Twyford(inne języki)
- Reading
- Pangbourne(inne języki)
- Goring and Streatley
- Cholsey
- Didcot Parkway – połączenie z linią Reading – Oksford(inne języki)
- Swindon
- Chippenham
- Bath Spa stacja węzłowa, połączenie z Wessex Main Line

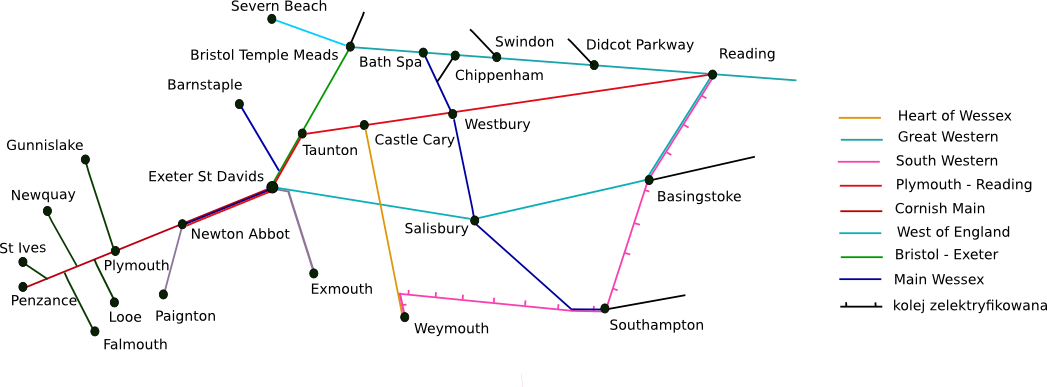
Mapa linii kolejowych w południowej Anglii

- Oldfield Park
- Keynsham
- Bristol Temple Meads